# Бабий Яр (роман)
«Ба́бий Яр» — документальный роман советского писателя Анатолия Кузнецова, написанный в 1960-е годы и основанный на воспоминаниях автора о жизни в оккупированном немецкими войсками Киеве в 1941—1943 годах, одно из наиболее масштабных описаний трагедии Бабьего Яра.

## Сюжет
Роман состоит из авторского предисловия, вступительной главы, и нескольких десятков глав, объединённых в три части. Первая часть повествует об отступлении из Киева советских войск, катастрофе Юго-Западного фронта, первых днях оккупации. Также в первую часть включена хроника взрыва Крещатика и Киево-Печерской Лавры и первых расстрелах евреев в Бабьем Яру. В тексте заметны враждебные интонации по отношению к Сталину и проводимой им довоенной политике — в главе «Кто принёс ёлочку» рассказывается об объявлении Павла Постышева «врагом народа», в главе «Горели книги» — о сожжении книг, авторы которых объявлялись «врагами народа», в главе «Пионерия» — о лживости всей системы воспитания детей в 1930-е годы, в главе «Людоеды» рассказывается о голоде на Украине во время коллективизации, в которой принимал участие отец Кузнецова.
Во второй части рассказывается о жизни в оккупации в период 1941—1943 годов, о массовых угонах украинцев и русских в Германию на работы, о спекуляции на рынках Киева, о подпольном производстве колбасы, которую изготовляли даже из человечины, о судьбе коллаборационистских журналов «Украинское слово» и «Литавры» и их редакторов, о футболистах киевского «Динамо», расстрелянных в Бабьем Яру за то, что они выиграли у немецкой команды.
В третьей части рассказывается об освобождении Украины от нацистов, о бегстве полицаев и коллаборационистов из Киева, о сражении за город, о поджогах, совершённых власовцами и немцами перед отступлением, о выкапывании в Бабьем Яру тысяч трупов и их сжигании нацистами с целью заметания следов преступления, об отчаянном восстании в концентрационном лагере Бабьего Яра, в результате которого спаслось 15 человек. Также в третьей части поднимаются вопросы об увековечении памяти Бабьего Яра в будущем, о забвении трагедии в сталинскую эпоху, о дальнейшей судьбе участников событий.

## История создания

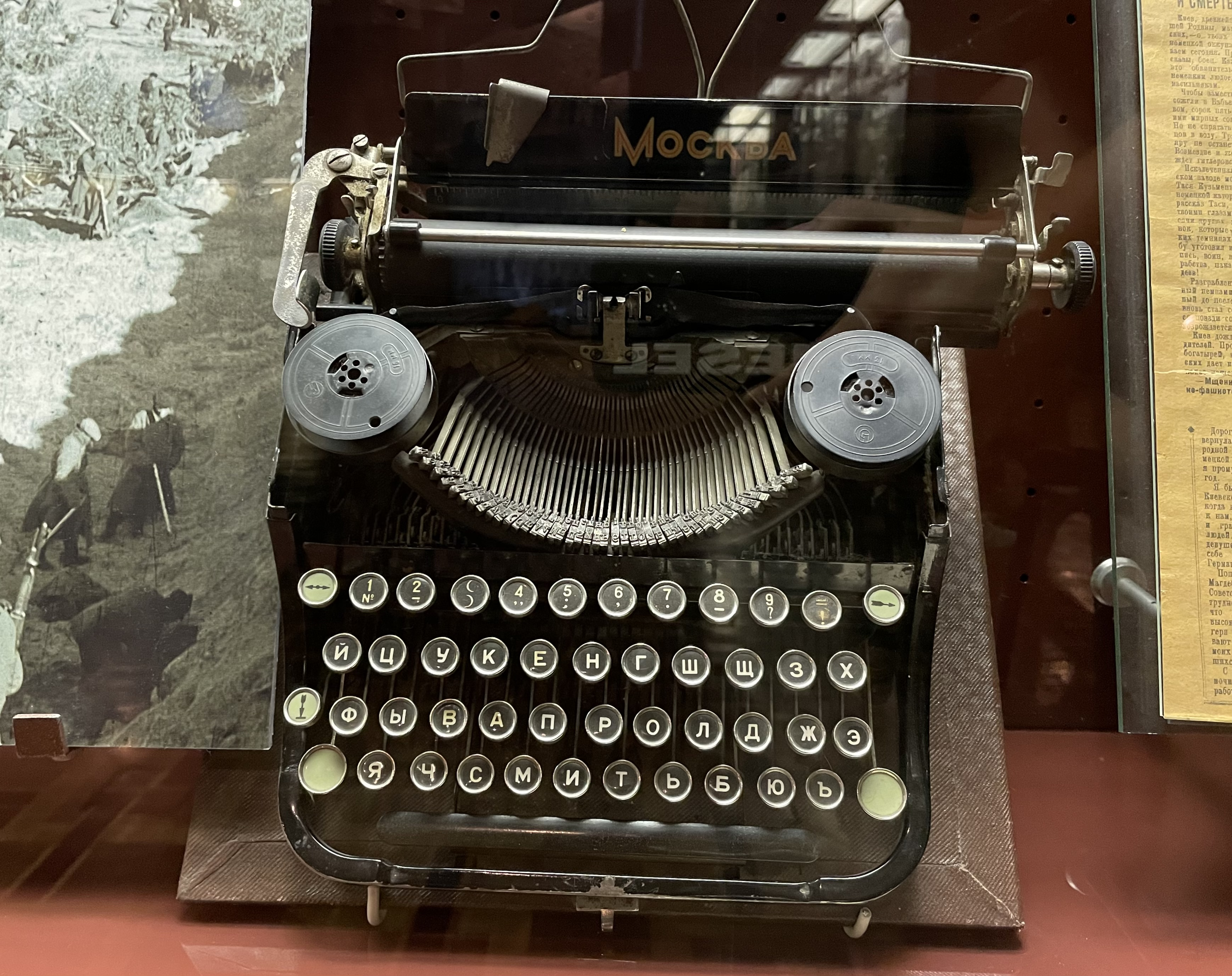
Пишущая машинка «Москва» писателя Анатолия Кузнецова, 1955—1969 гг. Национальный музей истории Украины во Второй мировой войне, Киев. Рукой писателя на машинке сделана надпись: «Она написала «Продолжение легенды», «У себя дома», «Бабий Яр».

Анатолий Кузнецов, уроженец Киева, в 1941 году вместе со своей матерью, дедом и бабушкой, не успел эвакуироваться из родного города. В течение двух лет Кузнецов прожил в Киеве в родном районе Куренёвка и стал свидетелем многочисленных зверств немецких оккупантов в отношении мирного населения. Как бывший в оккупации, он бы не смог поступить в Литературный институт, но после смерти Сталина в 1953 году ему это удалось.
Первую рукопись Кузнецов принёс в редакцию журнала «Юность» в 1965 году. Он надеялся, что на волне «оттепели» роман будет опубликован полностью, однако его заставили сократить текст. В частности, были убраны как «антисоветчина» главы книги о взрыве советскими войсками при отступлении главной улицы Киева — Крещатика, и Киево-Печерской Лавры, информация о Куренёвской трагедии 13 марта 1961 года. По воспоминаниям писателя, «рукопись была нарасхват, все читали, восторженно отзывались в личном разговоре, а официально они выдвигали убийственную критику». В конечном итоге рукопись без ряда глав дошла до ЦК КПСС, где её лично прочёл главный идеолог СССР Михаил Суслов, которому она понравилась, но, так как читал он без некоторых разделов, то эти разделы были также убраны. Дополнительным аргументом к разрешению отправки в печать «Бабьего Яра» было то, что роман якобы опровергал нашумевшее в своё время стихотворение Евгения Евтушенко «Над Бабьим Яром памятника нет…» Сам же Кузнецов уверял, что это не было его целью, а хотел лишь рассказать о Бабьем Яре куда больше и во всех аспектах.
Публикация была разрешена, но в книге было сделано столько купюр и изменений, что текст получился чисто антинацистской направленности, вместо собственно антитоталитарной. Ответственными за это Кузнецов назвал главного редактора журнала «Юность» Бориса Полевого и ответственного секретаря Леопольда Железнова. Даже название романа Кузнецову с трудом удалось отстоять, поскольку его хотели изменить, чтобы оно не ассоциировалось с вышеуказанным стихотворением Евтушенко.
Когда Кузнецов узнал, что большая часть особо важного текста была выброшена из книги, он потребовал рукопись обратно, но ему её не вернули, так как Суслов уже дал добро на печать. В 1966 году в журнале «Юность» был опубликован сокращённый роман, однако никакой надписи о сокращении не было. Местами текст получился откровенно бессвязным, иностранные переводчики зачастую не понимали смысл некоторых предложений. Через некоторое время издательством «Молодая гвардия» была выпущена книжная версия, в которую были вставлены порядка 30 машинописных страниц. Общий тираж журнальной версии составил 2 миллиона экземпляров, книжной — 150 тысяч.
Кузнецов сделал всё возможное, чтобы книга была опубликована в СССР в как можно большей комплектации. Он никогда не переставал работать над главной рукописью, которую постоянно дополнял по рассказам очевидцев и своим воспоминаниям. Рукопись Кузнецов дома хранить боялся, опасаясь ареста за антисоветскую пропаганду. По его рассказам, он спрятал её в стеклянные банки и зарыл в лесу под Тулой. Спустя некоторое время Кузнецов перефотографировал рукописи, и в 1969 году, захватив их, бежал из СССР. Его книги перестали выдавать в библиотеках, изъяли из продаж в СССР. В 1970 году в Лондоне была опубликована полная версия «Бабьего Яра». Впоследствии Кузнецов стал работать на «Радио Свобода», где в том числе рассказывал и о трагедии Бабьего Яра. В 1979 году писатель умер. «Бабий Яр» в России был издан в полной версии уже после распада СССР. В 2008 году сын писателя Алексей Кузнецов перевёл роман на украинский язык, и 22 сентября 2008 года состоялась его презентация.

## Влияние
В 2009 году в Киеве был открыт памятник Анатолию Кузнецову в виде бронзового мальчика, читающего на стене немецкий указ периода оккупации. Текст оккупационной листовки на памятнике выполнен только на двух языках, крупным украинским шрифтом и мелким немецким, тогда как прототип, подлинная листовка именно такого содержания, выполнена и на русском языке:

Мы стремглав побежали все на улицу. На заборе была наклеена серая афишка на плохой оберточной бумаге, без заглавия и без подписи:
«Все жиды города Киева и его окрестностей должны явиться в понедельник 29 сентября 1941 года к 8 часам утра на угол Мельниковской и Дохтуровской (возле кладбищ). Взять с собой документы, деньги, ценные вещи, а также теплую одежду, белье и проч. Кто из жидов не выполнит этого распоряжения и будет найден в другом месте, будет расстрелян. Кто из граждан проникнет в оставленные жидами квартиры и присвоит себе вещи, будет расстрелян».

Ниже следовал этот же текст на украинском языке, ещё ниже, мелким петитом, на немецком, так что афишка получилась трёхэтажная.— Анатолий Кузнецов, «Бабий Яр»

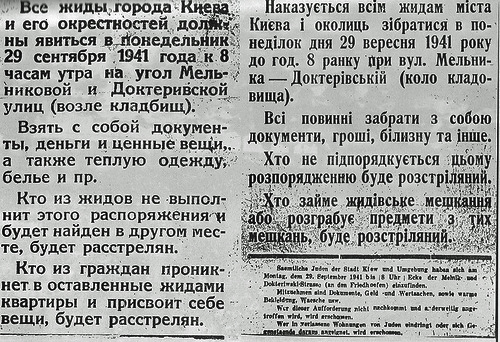
Объявление немецкого командования

Церемония открытия памятника была проведена в виде настоящего театрализованного представления, которым организаторы постарались воссоздать атмосферу тех дней. Петропавловская улица была перекрыта от въезда машин ограждениями из колючей проволоки, стены нескольких домов были задрапированы чёрной материей с немецкими объявлениями 1941 года, предписывающих еврейскому населению Киева явиться к Бабьему Яру. Вдоль тротуаров стояли члены военно-исторического клуба, одетые в форму немецких военнослужащих времен Второй мировой войны. Улицы через громкоговорители наполнялись объявлениями, звучащими на немецком языке, изредка слышались звуки выстрелов. Из-за угла улицы появилась телега, запряженная лошадью. На ней сидели двое маленьких детей, а за ними шли люди в одежде 1940-х годов, которых подталкивали вперёд солдаты в немецкой форме с собаками. Церемония озвучивалась траурной музыкой.

## Издания романа
- Первопубликация: Кузнецов Анатолий. Бабий Яр. Роман-документ // «Юность». — 1966. — № 8—10 (в существенно изменённом советской цензурой виде).
- Первое советское издание: Кузнецов А. Бабий Яр. — М.: Молодая гвардия, 1967 (в существенно изменённом советской цензурой виде).
- Первое полное издание: Анатолий А. Бабий Яр. — Frankfurt am Main: Possev-Verlag, 1970 (переиздание: там же, 1988)[1].
- Второе советское издание: Кузнецов А. Бабий Яр. — Запорожье: Интербук, 1991 (по тексту издательства Frankfurt am Main: Possev-Verlag, 1970).
- Третье советское издание: Кузнецов А. Бабий Яр. — М.: Советский писатель; Олимп, 1991 (без цензуры).
- Четвёртое советское издание: Кузнецов А. Бабий Яр. — Киев: Обериг, 1991 (такое же).
- Первое российское издание: Кузнецов А. Бабий Яр. — М.: Захаров, 2001 (переиздание: там же, 2005).
- Второе российское издание: Кузнецов А. Бабий Яр. — М.: Астрель; Corpus, 2010 (копия посевовского издания 1970 года).
- Кузнецов А. В. Бабий Яр. — М.: АСТ; Corpus, 2015. — 704 с. — ISBN 978-5-17-086415-7